# Dulcken

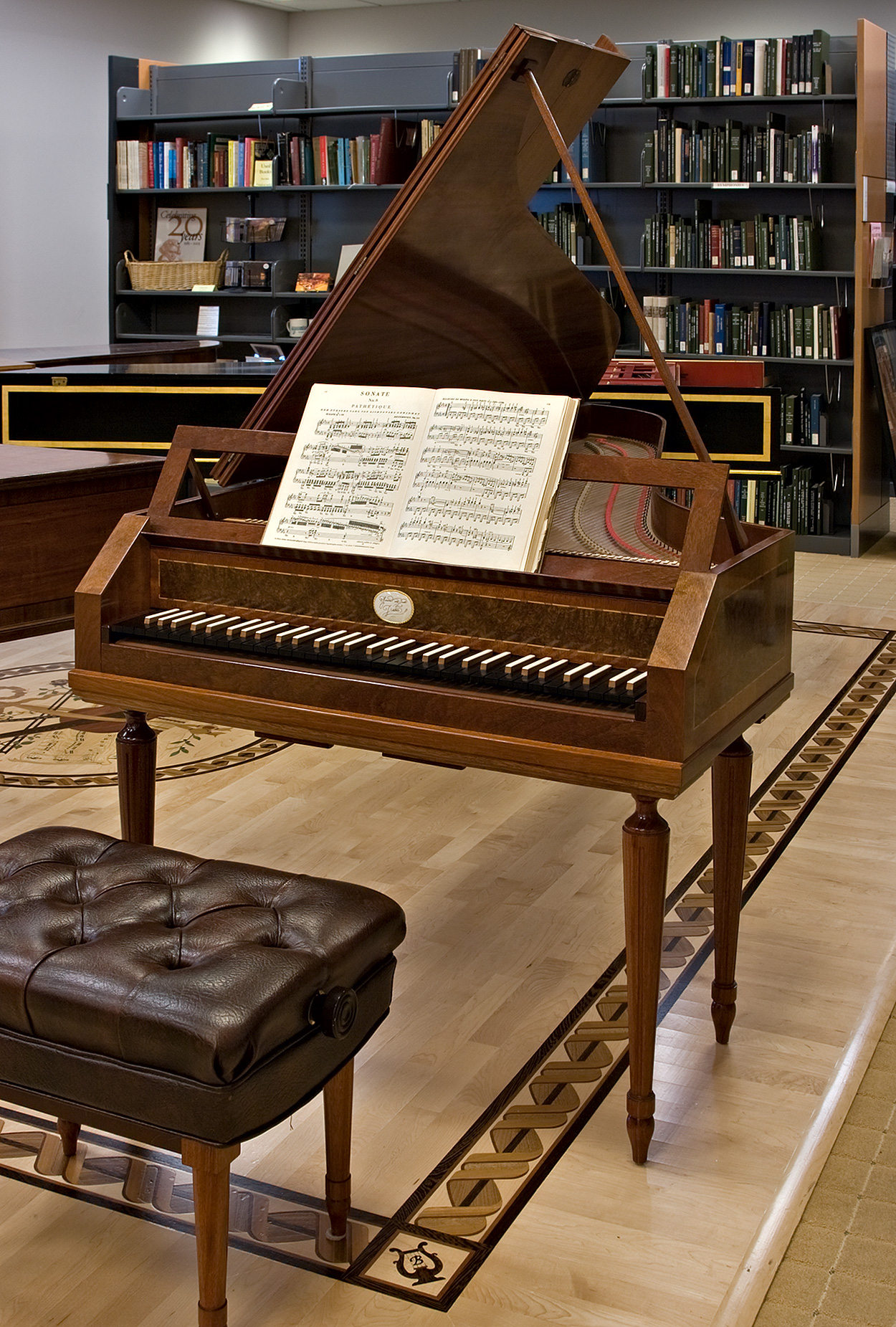
Fortepiano van Dulcken in het Brilliant Center, Californië (reproductie uit 1795)

Dulcken, ook Dülcken, was in de 18e en 19e eeuw een familie van Vlaams-Nederlandse klavecimbel- en orgelbouwers van Duitse origine.
Johan Daniel Dulcken (21 april 1706 – 11 april 1757)Dulcken werd geboren in Wingeshausen in Westfalen. Hij was in 1736 in Maastricht en vertrok vervolgens in 1738 met zijn vrouw Susanna Maria Knöpffel en twee kinderen naar Antwerpen. In 1740 sluit hij zich aan bij de clandestiene Protestantse kerk de Brabantse Olijfberg, waar ook zijn kinderen worden gedoopt. In 1744 wordt hij verkozen tot ouderling. In 1750 reisde hij naar London om twee van zijn klavecimbels te verkopen. Hij overleed in 1757 in Antwerpen en liet in zijn testament zijn materiaal voor de instrumentenbouw na aan zijn vrouw. Zij zette met haar (nog minderjarige) zoon Joannes (geboren 1742)  het bedrijf voort. In 1763 verplaatsten zij het atelier naar Brussel.
Dulcken maakte klavecimbels met enkele en dubbele manualen die met een klavieromvang van vijf octaven en drie registers: twee 8' en één 4'. Het klankblad decoreerde hij met bloemen en zijn initialen JDD kerfde hij in de roos. Ongeveer tien klavecimbels van zijn hand werden overgeleverd.
Johan Lodewijk Dulcken (1736 – na 1793)Hij was de oudste zoon van Joannes Daniel en werd geboren in Maastricht. Hij leerde het vak van zijn vader en vertrok in 1755 naar Amsterdam. Hier zijn vermeldingen overgebleven van hem als orgelbouwer. Tussen 1762 en 1776 werkte hij vanuit Hasselt (Ov.). In 1783 bouwde hij piano's in Parijs en werkte hij onder de Franstalige naam Louis Dulcken.
Joannes Dulcken (10 september 1742 – 22 juli 1775)Hij werd geboren in Antwerpen en was de zoon van Joannes Daniel. Na zijn vaders dood werkte hij verder in het atelier van zijn vader. Samen met zijn moeder, zus en zwager vertrok hij in 1764 naar Brussel. Hier bouwde hij klavecimbels. In 1771 verhuisde hij naar Amsterdam en vier jaar later overleed hij in Den Haag.
Johan Lodewijk (Louis) Dulcken (9 augustus 1761 – na 1835)Hij werd geboren in Amsterdam en werd vernoemd naar zijn vader. Deze Dulcken-telg was eveneens instrumentenbouwer en kwam in 1781 in dienst als 'Mechanischer Hofklaviermacher' in München. Hier woonde hij nog in 1835; latere vermeldingen zijn niet bekend. Hij is de schoonvader van de pianiste Sophie Dulcken.